# Новобатайское сельское поселение
Новобатайское сельское поселение — муниципальное образование в Кагальницком районе Ростовской области.
Административный центр поселения — село Новобатайск.

## Административное устройство
В состав Новобатайского сельского поселения входят:
- село Новобатайск;
- посёлок Воронцовка.

## Население
| 2010  | 2012  | 2013  | 2014  | 2015  | 2016  | 2017  |
| ----- | ----- | ----- | ----- | ----- | ----- | ----- |
| 6224  | ↘6173 | ↘6075 | ↘5944 | ↘5856 | ↘5816 | ↘5763 |
| 2018  | 2019  | 2020  | 2021  |       |       |       |
| ↘5672 | ↘5625 | ↘5578 | ↘5514 |       |       |       |